# Tåstrup (Holbæk)
 For alternative betydninger, se Tåstrup (flertydig). (Se også artikler, som begynder med Tåstrup)
Tåstrup er et kvarter i den sydlige del af Holbæk, som tidligere var en selvstændig landsby. Området består af et beboelsesområde med ca. 50 boliger, der er omringet af et større industrikvarter. Industrikvarteret har taget navne fra den tidligere landsby, eksempelvis Tåstrup Møllevej og Tåstruphøj.
|  | Denne artikel om lokaliteten Tåstrup (Holbæk) kan blive bedre, hvis der indsættes et (bedre) billede. Du kan hjælpe ved at afsøge Wikimedia Commons for et passende billede eller lægge et op på Wikimedia Commons med en af de tilladte licenser og indsætte det i artiklen. |

55°42′16.75″N 11°42′39.90″Ø / 55.7046528°N 11.7110833°Ø